# معاهدة بوفتيا
كانت معاهدة بوفتيا معاهدة سلام أولية بين مملكة رومانيا من جهة وقوى المركز من جهة أخرى.
في أعقاب الجمود على الجبهة الرومانية بعد حملة عام 1917، وثورة أكتوبر وخروج روسيا من جانب واحد من الحرب العالمية الأولى، لم يكن أمام رومانيا خيار سوى إبرام هدنة مع قوى المركز.
في 27 شباط [بالتقويم القديم: 14شباط
] 1918 و خلال اجتماع [الرومانية] بين فرديناند الأول ملك رومانيا وأوتوكار تشيرنين ، وزير الخارجية النمساوي المجري، في محطة سكة حديد راكاسيوني ، أصدرت قوى المركز إنذارًا نهائيًا لرومانيا، مهددة بإنهاء الهدنة واستئناف الأعمال العدائية خلال 48 ساعة. لذلك، استدعى الملك فرديناند مجلس التاج [الرومانية] في 2 آذار [بالتقويم القديم: 17 شباط
] 1918 في ياش ، عاصمة المنفى الرومانية. بعد مناقشات طويلة وصعبة استمرت 3 أيام، وعلى الرغم من المعارضة القوية من الملكة ماري والجنرال قسطنطين بريزان ، قرر مجلس التاج قبول الإنذار النهائي وإرسال مبعوثين إلى بوفتيا للتفاوض على معاهدة سلام أولية.
تم إبرام معاهدة بوفتيا في 5 آذار/مارس [بالتقويم القديم: 20 شباط/فبراير
] 1918 .  

## الديباجة
وذكرت ديباجة المعاهدة رغبة الأطراف الموقعة في إنهاء الأعمال العدائية وتمديد الهدنة لمدة 14 يومًا، بدءًا من 5 مارس 1918، يمكن خلالها الاتفاق على أحكام المعاهدة النهائية.  

## شروط
- رومانيا تتخلى عن نهر دوبروجة لدول المركز حتى نهر الدانوب . [1] [3]
- ستهتم قوى المركز بالحفاظ على الطريق التجاري لرومانيا عبر كونستانتا إلى البحر الأسود . [1] [2]
- إن التصحيحات الحدودية التي طالبت بها النمسا-المجر على طول الحدود النمساوية-المجرية-الرومانية، قبلتها رومانيا من حيث المبدأ. [1] [2]
- وبالمثل، فإن التدابير ذات الطبيعة الاقتصادية والملائمة للوضع مقبولة من حيث المبدأ. [1] [2]
- تلزم الحكومة الرومانية نفسها بتسريح ما لا يقل عن 8 فرق من الجيش الروماني على الفور. سيتم تنفيذ عملية التسريح بشكل مشترك من قبل القيادة العليا لمجموعة جيش ماكينسن والقيادة العليا للجيش الروماني. وبمجرد استعادة السلام بين روسيا ورومانيا، سيتم أيضًا تسريح الأجزاء المتبقية من الجيش الروماني، طالما أنها ليست ضرورية للحفاظ على النظام على طول الحدود الروسية الرومانية. [1] [2]
- يجب على القوات الرومانية إخلاء أراضي الإمبراطورية النمساوية المجرية التي تحتلها على الفور. [1] [2]
- تلزم الحكومة الرومانية نفسها بالمساعدة بقدر ما تستطيع في نقل قوات قوى المركز بالسكك الحديدية عبر مولدافيا وبيسارابيا إلى أوديسا . [1] [2]
- تلزم رومانيا نفسها بإقالة ضباط الحلفاء على الفور وما زالوا في الخدمة الرومانية. ويتم تأمين الطريق الآمن لهؤلاء الضباط من جانب قوى المركز. [1] [2]
- تدخل هذه المعاهدة حيز التنفيذ على الفور. [1] [2]

## ما بعد الحرب
أعقب معاهدة بوفتيا الأولية مفاوضات وتوقيع معاهدة السلام النهائية بين مملكة رومانيا ودول المركز، والتي أُبرمت في 7 مايو 1918 في بوخارست.

## أنظر أيضا
- رومانيا خلال الحرب العالمية الأولى